# Epinotia trossulana
Epinotia trossulana là một loài bướm đêm thuộc họ Tortricidae. Nó được tìm thấy ở miền tây North America, from British Columbia, phía nam through Utah to California.
Ấu trùng ăn Abies species. They mine within needles or bundles of needles of their host plant.